# Зённебюлль
Зённебюлль (нем. Sönnebüll) — община в Германии, в земле Шлезвиг-Гольштейн.
Входит в состав района Северная Фризия. Подчиняется управлению Митлерес-Нордфрисланд. Население составляет 270 человек (на 31 декабря 2010 года). Занимает площадь 4,29 км².
Официальным языком в населённом пункте, помимо немецкого, является севернофризский.